# Stratovarius (album)
Stratovarius è l'undicesimo album in studio della band power metal finlandese Stratovarius pubblicato nel 2005.

## Tracce
1. Maniac Dance – 4:35
2. Fight!!! – 4:03
3. Just Carry On – 5:28
4. Back to Madness – 7:42
5. Gypsy in Me – 4:27
6. Götterdämmerung (Zenith of Power) – 7:12
7. The Land of Ice and Snow – 3:04
8. Leave the Tribe – 5:42
9. United – 7:04

## Formazione
- Timo Tolkki - chitarra
- Timo Kotipelto - voce
- Jens Johansson - tastiera
- Jari Kainulainen - basso
- Jörg Michael - batteria